# Little Toy Guns
«Little Toy Guns» (англ. Маленькі іграшкові пістолетики) — другий та фінальний сингл першого музичного збірника американської кантрі-співачки Керрі Андервуд — «Greatest Hits: Decade Number 1». В США пісня вийшла 16 лютого 2015. Пісня написана Керрі Андервуд, Крісом ДеСтефано та Гілларі Ліндсі; спродюсована Марком Брайтом. Прем'єра музичного відео відбулася 30 січня 2015.

## Список композицій
Цифрове завантаження
1. "Little Toy Guns" – 3:31

## Музичне відео
Андервуд виклала тізер відеокліпу на своїх облікових записах у соціальних мережах 28 січня 2015. Прем'єра музичного відео відбулася 30 січня 2015 на сторінці Андревуд на Facebook. Відеокліп зрежисовано Пі. Ер. Брауном, з яким Андревуд раніше працювала над музичним відео на пісню «Two Black Cadillacs». За перший тиждень відео набрало 7,5 мільйонів переглядів на Facebook, після чого було видалено та офіційно випущено на Vevo та YouTube. Станом на травень 2018 музичне відео мало 16 мільйонів переглядів на відеохостингу YouTube.

## Чарти
Тижневі чарти
| Чарт (2014-15)                   | Місце |
| -------------------------------- | ----- |
| Canadian Hot 100                 | 70    |
| Canada Country (Billboard)       | 7     |
| U.S. Billboard Hot 100           | 47    |
| U.S. Billboard Hot Country Songs | 6     |
| U.S. Billboard Country Airplay   | 2     |

Річні чарти
| Чарт (2015)                      | Місце |
| -------------------------------- | ----- |
| U.S. Billboard Hot Country Songs | 22    |
| U.S. Billboard Country Airplay   | 47    |

## Продажі
10 серпня 2015 сингл отримав золоту сертифікацію від RIAA після того як кількість проданих копій по США перевалило межу 500,000 примірників.
| Країна     | Сертифікація (таблиця продажів та сертифікатів) | Продажі  |
| ---------- | ----------------------------------------------- | -------- |
| США (RIAA) | Золото                                          | +500,000 |

## Нагороди та номінації

### CMT Music Awards
| Рік  | Номіновано        | Нагорода                 | Результат |
| ---- | ----------------- | ------------------------ | --------- |
| 2015 | "Little Toy Guns" | Female Video of the Year | Номінація |

### Grammy Awards
| Рік  | Номіновано        | Нагорода                      | Результат |
| ---- | ----------------- | ----------------------------- | --------- |
| 2016 | "Little Toy Guns" | Best Country Solo Performance | Номінація |

### Teen Choice Awards
| Рік  | Номіновано        | Нагорода            | Результат |
| ---- | ----------------- | ------------------- | --------- |
| 2015 | "Little Toy Guns" | Choice Country Song | Перемога  |

## Історія релізів
| Країна | Дата           | Формат(и)            | Лейбл               | Виноски |
| ------ | -------------- | -------------------- | ------------------- | ------- |
| США    | 16 лютого 2014 | Цифрове завантаження | Arista Nashville 19 | [ 4 ]   |